# Eunice semisegregata
Eunice semisegregata är en ringmaskart som beskrevs av Fauchald 1969. Eunice semisegregata ingår i släktet Eunice och familjen Eunicidae. Inga underarter finns listade i Catalogue of Life.